# Charles Jervas
Charles Jervas (Clonlisk, c. 1675 – Londres, 1739) foi um pintor, tradutor e colecionador de artes irlandês. Ele pintou grandes figuras de sua época, como Ana da Grã-Bretanha, Jorge II da Grã-Bretanha, Carolina de Ansbach, Jonathan Swift, Mary Wortley Montagu, Henrietta Howard, Alexandre Pope e Sarah Churchill.